# Zweiflingen (Leutershausen)
Zweiflingen ist ein Gemeindeteil der Stadt Leutershausen im Landkreis Ansbach (Mittelfranken, Bayern). Zweiflingen liegt in der Gemarkung Frommetsfelden.

## Geografie
Der Weiler liegt 0,2 km rechts der Altmühl. 0,5 km westlich liegt das Waldgebiet Weidlach, 0,5 km nordöstlich das Seeholz. Eine Gemeindeverbindungsstraße führt nach Pfetzendorf (0,4 km nördlich) bzw. zu einer anderen Gemeindeverbindungsstraße (0,6 km südlich) zwischen Jochsberg (0,7 km östlich) und Buch am Wald (3,2 km westlich).

## Ortsnamendeutung
Dem Ortsnamen liegt der althochdeutsche Personenname „Zwifal“ zugrunde.

## Geschichte
1339 wurde Zweiflingen im Zusammenhang mit der Gründung der Schlosskapelle zu Jochsberg durch Burkhard von Seckendorff erwähnt; der Pfarrer der Pfarrei Neusitz, zu der Jochsberg ursprünglich gehörte, verzichtete auf seine Kleinzehnten in Jochsberg und Zweiflingen. Zur Schlosskaplanei, später Pfarrei Jochsberg, gehörte fortan Zweiflingen, das laut einem Verzeichnis von 1342 fünf Untertanen des Gumbertusstifts Ansbach hatte.
Laut 16-Punkte-Bericht des brandenburg-ansbachischen Amtes Leutershausen von 1681 bildeten Pfetzendorf und Zweiflingen eine Realgemeinde bestehend aus elf Mannschaften (Untertanen-Familien). Zweiflingen hatte sechs brandenburg-ansbachische Mannschaften. Eine gehörte zum Kastenamt Colmberg bzw. Amt Leutershausen, fünf gehörten zum Vogtamt Jochsberg. Die Familie Seckendorff hatte Jochsberg mit Unterbrechungen nur bis zum 1630 in Besitz. Es gab außerdem ein Gemeindehirtenhaus.
Am Ende des Alten Reiches bestand Zweiflingen aus sechs Anwesen. Grundherren waren das Kastenamt Colmberg (1 Köblergut) und das Vogtamt Jochsberg unterstanden (1 Hof, 4 Köblergüter), das Hirtenhaus war Eigentum der Gemeinde. Von 1797 bis 1808 unterstand der Ort dem Justizamt Leutershausen und Kammeramt Colmberg.
Im Rahmen des Gemeindeedikts wurde Zweiflingen dem 1808 gebildeten Steuerdistrikt Frommetsfelden zugeordnet. Es gehörte auch der 1810 gegründeten Ruralgemeinde Frommetsfelden an. Mit dem Zweiten Gemeindeedikt (1818) wurde es in die neu gebildete Ruralgemeinde Bieg umgemeindet. Am 1. Juli 1972 wurde Zweiflingen im Zuge der Gebietsreform in Bayern in Leutershausen eingemeindet.

## Einwohnerzahlen
| Jahr      | 001818 | 001840 | 001861 | 001871 | 001885 | 001900 | 001925 | 001950 | 001961 | 001970 | 001987 |
| Einwohner | 34     | 48     | 30     | 36     | 28     | 31     | 29     | 46     | 27     | 29     | 27     |
| Häuser    | 6      | 7      |        |        | 7      | 7      | 6      | 6      | 6      |        | 6      |
| Quelle    | [ 17 ] | [ 18 ] | [ 19 ] | [ 20 ] | [ 21 ] | [ 22 ] | [ 23 ] | [ 24 ] | [ 25 ] | [ 26 ] | [ 1 ]  |

## Religion
Der Ort ist seit der Reformation evangelisch-lutherisch geprägt und bis heute nach St. Mauritius (Jochsberg) gepfarrt. Die Einwohner römisch-katholischer Konfession sind nach Kreuzerhöhung (Schillingsfürst) gepfarrt.